# Golpe de Estado en Sudán de 2021
El golpe de Estado en Sudán de 2021, a consecuencia de la Revolución de la Trompa de Elefante, inició el 25 de octubre en Jartum que acabó con la transición democrática sudanesa iniciada en 2019.  El Ejército sudanés realizó una serie de arrestos a los miembros civiles del ejecutivo sudanés, entre ellos, el primer ministro, Abdalla Hamdok, y anunció la disolución del gobierno de transición. 
Cientos de manifestantes han salido a la calle para protestar contra el golpe de Estado en marchas donde se han registrado disparos con fuego real provocando al menos 10 muertos y 140 heridos.
El líder de los golpistas, el general Abdelfatah al Burhan, líder militar del Consejo Soberano, ha anunciado la disolución del consejo de ministros y del propio Consejo Soberano y ha declarado el estado de emergencia. Organizaciones de la sociedad civil han hecho un llamamiento a manifestarse en la calle para defender la transición. Un intento de golpe de Estado se produjo ya en septiembre de 2021.

## Antecedentes
El año 2021 ha sido de aumento de inestabilidad política en África. El primer país en sumirse a un cambio de poder fue en mayo Chad tras la muerte del presidente Idriss Déby y la creación de un Consejo Militar de Transición encabezado por el hijo del expresidente. Un mes después el coronel Assimi Goita encabezó un segundo golpe de Estado en Malí por las tensiones con el entonces presidente y primer ministro de transición Bah Ndaw y Moctar Ouane. En Guinea se arrestó el 5 de septiembre al presidente Alpha Condé y se instauró el Comité Nacional de Reconciliación y Desarrollo, nombre oficial de la junta. También se han producido intentonas en Níger y Guinea-Bisáu.
En Sudán, líderes civiles habían mostrado su descontento ante la reticencia de los militares a reformar profundamente sus instituciones de seguridad y militares. Los militares también estaban obstruyendo según las organizaciones civiles la investigación sobre los crímenes de las fuerzas de seguridad tras la caída de Al Bashir. En septiembre de 2021 se produjo ya un intento de golpe de Estado.

### Protestas de octubre de 2021
El 16 de octubre, los manifestantes salieron a las calles exigiendo un golpe militar. Pidieron al general Abdelfatah al Burhan, presidente del Consejo de Soberanía, que tomara el control y se apoderara del país.
El 21 de octubre, manifestantes pro militares realizaron una sentada frente al palacio presidencial, mientras miles salieron a las calles en apoyo del gobierno de transición.
El 24 de octubre, manifestantes pro militares bloquearon las principales carreteras y puentes en Jartum. Las fuerzas de seguridad utilizaron gases lacrimógenos para dispersar a la multitud.

## Arrestos y estado de emergencia
Además del primer ministro Abdalla Hamdok, entre los arrestados se encuentran varios miembros civiles del Consejo Soberano de Sudán, que actúa como jefe de Estado durante la transición, ministros, gobernadores estatales, incluido el de Jartum, miembros de un comité encargado de desmantelar las estructuras del régimen de Al Bashir y líderes de las principales organizaciones civiles del país, entre ellas las Fuerzas de la Libertad y el Cambio y la Asociación de Profesionales Sudaneses.
En una declaración emitida a través de la televisión estatal el general Abdelfatah al Burhan ha declarado el estado de emergencia y ha anunciado la disolución del gobierno de transición, el Consejo Soberano. Los militares han ocupado también sedes de la radio y televisión estatales y han detenido a varios de sus trabajadores.

## Reacciones
Estados Unidos, la Unión Europea y la Liga Árabe han instado a regresar a la fase de transición.
Ned Price, portavoz de la diplomacia de EE. UU. ha anunciado la suspensión de una ayuda financiera de 700 millones de dólares a la transición sudanesa. También exigió la liberación de los dirigentes civiles detenidos.
La Unión Africana, que había condenado hace dos años el golpe de Estado que derrocó al dictador Omar Al-Bashir, tomó la drástica decisión de suspender a Sudán del organismo internacional tras el golpe de Estado.